# Aimé De Gendt
Aimé De Gendt (Alost, Bélgica, 17 de junho de 1994) é um ciclista belga que corre pela equipe Wanty-Gobert Cycling Team.

## Palmarés
2015 (como amador)
- Tríptico das Árdenas, mais 1 etapa
- Tour da Mirabelle

## Resultados nas Grandes Voltas
| Carreira        | 2016 | 2017 | 2018 | 2019 |
| --------------- | ---- | ---- | ---- | ---- |
| Giro d'Italia   | -    | -    | -    | -    |
| Tour de France  | -    | -    | -    |      |
| Volta a Espanha | -    | -    | -    | -    |

-: não participa 

Ab.: abandono 

## Equipas
- Topsport Vlaanderen-Baloise/Sport Vlaanderen-Baloise (2016-2018)
  - Topsport Vlaanderen-Baloise (2016)
  - Sport Vlaanderen-Baloise (2017-2018)
- Wanty-Gobert Cycling Team (2019)